# Proton Wira
O Wira foi um automóvel produzido pela Proton. Lançado em 1993 como um sedan 4 portas, o Wira é baseado no projeto do Mitsubishi Lancer 1992, mas o design foi ligeiramente modificado para distinguí-lo do Lancer. As modificações incluem faróis do Mitsubishi Colt 1992, luzes da cauda do hatchback Mitsubishi Galant 1987, para-choques do Mitsubishi Mirage e um painel de instrumentos diferentes. O design frontal continua o estilo mostrado pela primeira vez no Iswara Proton com uma capota de pregas que afila-se para o emblema do protão na grade.
Em 1994, um 5 portas hatchback (inicialmente batizado como o Aeroback Wira) foi lançado.

## Especificações Técnicas

### 1.3GLSi/GLi
- Câmbio manual de 5 marchas (MT F5M21)
- Injeção Eletrônica Multi Point (MPI)
- Potência: 74 cv às 6.000 rpm
- Torque máximo: 108 Nm (80 ft lbf) @ 4.000 rpm
- Velocidade máxima: 163 km / h

### 1.5GLSi/GLi
- Câmbio manual de 5 marchas (MT F5M21) / Automático de 3 velocidades(F3A21)
- Injeção Eletrônica Multi Point (MPI)
- Potência: 89 cv  às 6.000 rpm
- Torque máximo: 126 Nm (93 ft lbf) @ 3.000 rpm
- Velocidade máxima: 174 km / h (manual); 165 kmh (automático)

### 1.6GLXi/XLi
- Câmbio manual de 5 marchas (MT F5M21) / Automático de 4 velocidades (F4A22)
- Injeção Eletrônica Multi Point (MPI)
- Potência: 111 cv (83 kW; 113 cv) às 6.000 rpm
- Torque máximo: 138 Nm (102 ft lbf) @ 5.000 rpm
- Velocidade máxima: 187 km / h (manual), 183 km / h (automática)

### 1.8GLXi/EXi
- Câmbio manual de 5 marchas / Automático de 4 velocidades AT (F4A22)
- Injeção Eletrônica Multi Point (MPI)
- Potência: 135 cv (101 kW; 137 cv) às 6.500 rpm
- Torque máximo: 162 Nm (119 ft lbf) @ 5.500 rpm
- Velocidade máxima: 203 km / h (manual); 196 kmh (automática)

### 2.0D diesel
- Câmbio manual de 5 marchas (MT F5M21)
- Injeção Direta
- Potência: 67 cv (50 kW; 68 PS) @ 4.500 rpm
- Torque máximo: 123 Nm (91 ft lbf) @ 3.000 rpm
- Velocidade máxima: 160 km / h